# En Cowâ
 (décembre 2018).
Si vous disposez d'ouvrages ou d'articles de référence ou si vous connaissez des sites web de qualité traitant du thème abordé ici, merci de compléter l'article en donnant les références utiles à sa vérifiabilité et en les liant à la section « Notes et références ».
En Cowâ est un hameau belge faisant partie de la section des Awirs de la commune de Flémalle situé en région wallonne dans la province de Liège.
Le hameau faisait partie de l'ancienne commune des Awirs avant la fusion des communes de 1977.

## Étymologie
Le mot cowâ est un dérivé de « cow » en anglais. Cowâ signifie donc vache.

## Géographie
En Cowâ se situe principalement sur un seul axe routier, la rue du Cowâ et qui rejoint la rue Noirfontaine, une rue qui longe l'autoroute de Wallonie (E42; A15).
La rue principale est d'une longueur de 1 500 mètres environ. Les autres rues homonymes du Cowâ, qui sont au nombre de deux, partent de la rue du Cowâ et finissent en cul-de-sac. Un chemin part de la rue et la rejoint un peu plus bas. Plus haut se trouve un Thier.
Le hameau est rural mais se trouve proche de l'urbanisation, la commune faisant partie de l'agglomération de la ville de Liège et se trouvant tout proche de l'aéroport de Liège.
Le hameau comptabilise 64 maisons.